# Rudy żelaza

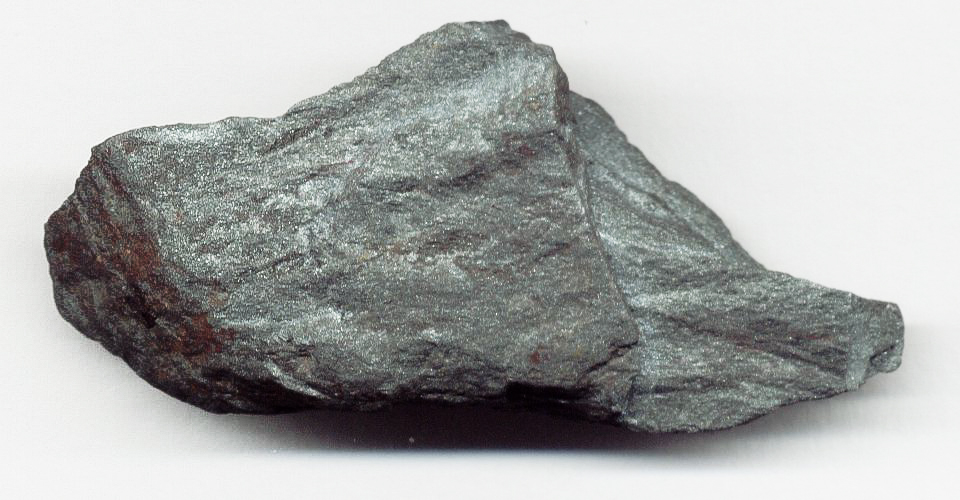
Ruda hematytowa z brazylijskiej kopalni w Minas Gerais

Rudy żelaza – rudy, w których głównym surowcem mineralnym są minerały żelaza, podstawowy surowiec w hutnictwie żelaza.
Rudy żelaza są zróżnicowane genetycznie, wyróżnia się wśród nich złoża rud metamorficznych, osadowych, wietrzeniowych, magmowych, skarnowych i hydrotermalnych. Rudy żelaza zaczęto wydobywać celem uzyskania z nich metalu co najmniej 1,2 tys. lat p.n.e., przypuszczalnie w Azji Mniejszej. Aż do XVIII w. eksploatowano głównie złoża osadowe i wietrzeniowe, w których głównym minerałem rudnym był goethyt, pozyskiwano także złoża syderytowe różnej genezy. Od XIX w. upowszechniło się wydobycie rud ze złóż metamorficznych, hematytowo-magnetytowych i od XX w. są one głównym źródłem żelaza pozyskiwanego z rud. W wydobyciu stosuje się zarówno metody odkrywkowe, jak i podziemne, przy czym od drugiej połowy XX w. dominują kopalnie odkrywkowe. W 2018 r. wydobycie rud żelaza wyniosło 2,5 mld ton, a największymi producentami były: Australia (900 mln ton), Brazylia (490 mln ton), Chiny (340 mln ton) i Indie (200 mln ton). Światowe zasoby rud szacowano na ponad 800 mld ton. Rudy żelaza wydobywa się prawie wyłącznie w celu pozyskania z nich żelaza, niewielkie zastosowanie znajdowały niektóre rodzaje rud w budownictwie, przemyśle chemicznym i przy oczyszczaniu gazów przemysłowych.

## Minerały rudne
Głównymi minerałami rudnymi rud żelaza są: magnetyt (ponad 72% Fe), hematyt (70% Fe), goethyt – główny składnik limonitu (63% Fe), syderyt (62% Fe), szamozyt (ponad 45% Fe), turyngit, piryt. Występuje też, choć bardzo rzadko, żelazo rodzime, zarówno o genezie ziemskiej, jak i pochodzące z meteorytów.

## Typy złóż rud żelaza

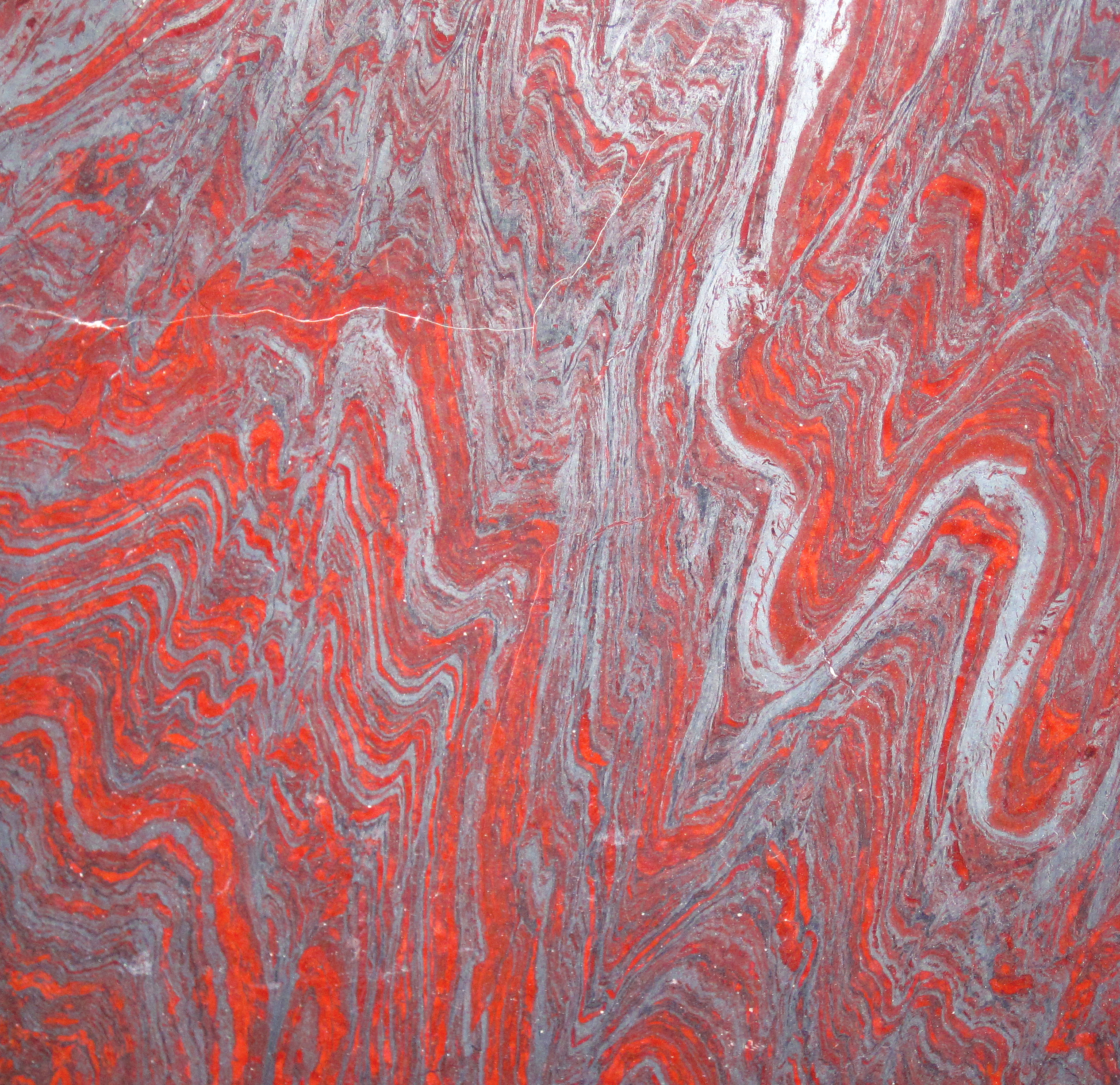
Wstęgowa ruda żelazista (jaspilit) z Minas Gerais w Brazylii

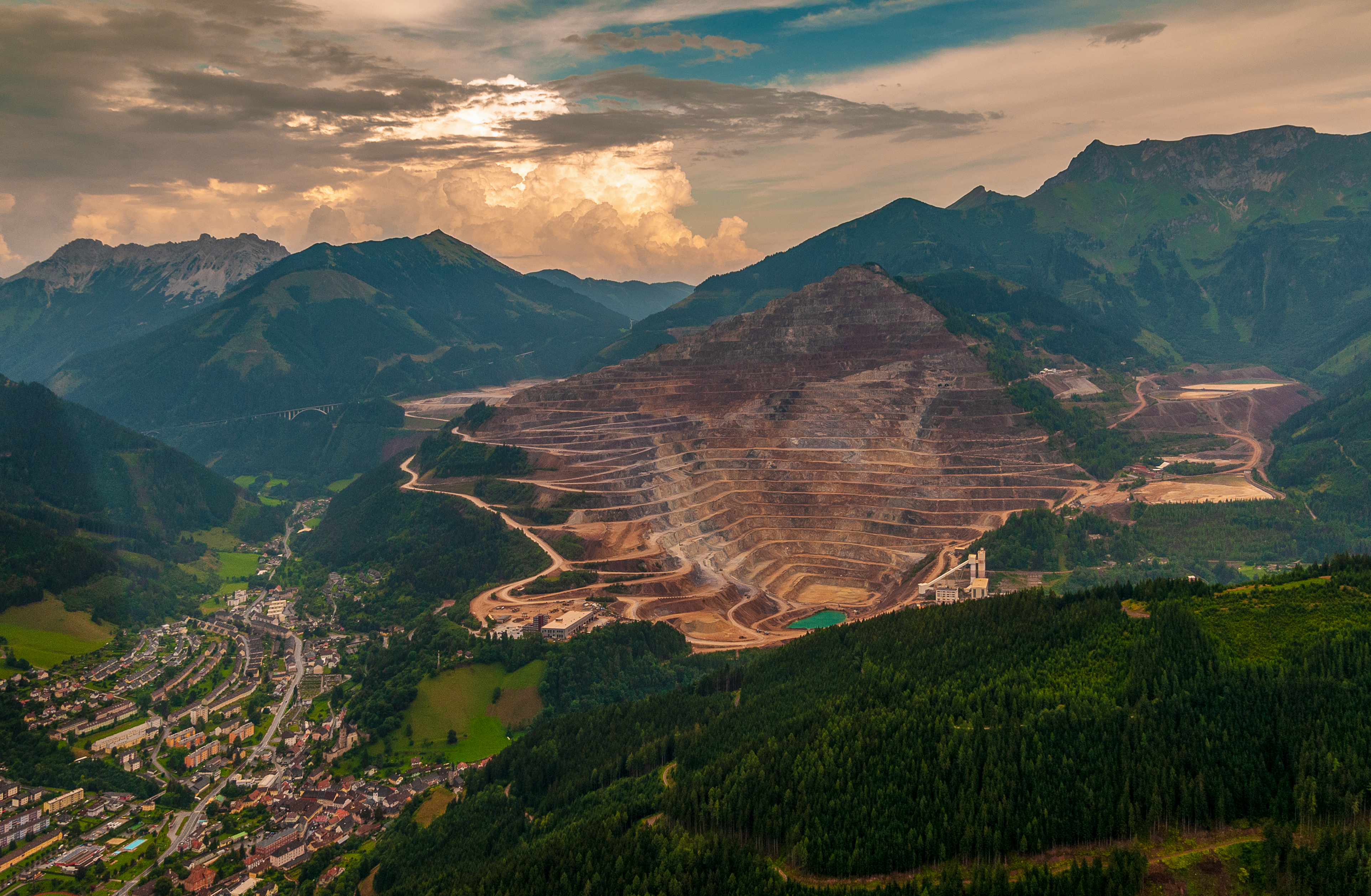
Kopalnia rudy żelaza – hematytu w górze Erzberg koło miasta Eisenerz (Styria, Austria)

Rudy żelaza mogą być określane nazwą głównego minerału rudnego, np. rudy magnetytowe, hematytowe, syderytowe. Jednak podstawowa klasyfikacja bazuje na typie genetycznym złóż tych rud, a mianowicie:
- złoża metamorficzne – związane z prekambryjskimi kwarcytami zbudowanymi z naprzemianległych warstewek bogatych w żelazo i bardzo ubogich w ten pierwiastek (wstęgowe rudy żelaziste). Zaczęto je eksploatować na większą skalę w XIX w. Jest to główny typ złóż, z których wydobywa się rudę żelaza w XX i XXI w.; na początku lat 70. XX w. pozyskiwano z nich przeszło 50% globalnej produkcji żelaza. Rudy związane z tym typem zawierają od 20 do 65% czystego żelaza[7], do połowy XX w. wydobywano głównie te mające powyżej 50% żelaza, później opracowano technologię wzbogacania rud uboższych i zaczęto na szeroką skalę eksploatować również uboższe rudy[7][8]. Minerałami rudnymi są głównie hematyt i magnetyt. Tego typu wielkie złoża są eksploatowane w rejonie Kurska (Rosja), Krzywego Rogu (Ukraina), w Kanadzie (region Labrador), w Minas Gerais w Brazylii[7], USA (na południe i wschód od Jeziora Górnego) i w Australii[9].
- złoża osadowe – mogą się wiązać zarówno z osadem powstałym w morzu, jak i na lądzie. Ważniejsze gospodarczo w XX w. były rudy powstałe w środowisku morskim, na początku lat 70. XX w. pochodziło z nich najwięcej wydobywanego żelaza – wśród wszystkich rud nie mających genezy metamorficznej. Są to złoża o niezbyt dużej zawartości procentowej żelaza, wynoszącej 28 do 40%. Minerałami rudnymi są głównie syderyt, limonit, hematyt, szamozyt. Budują one ooidy, tworzące skały oolitowe, tzw. oolitowe rudy żelaza. Tego typu złoża były eksploatowane na dużą skalę na półwyspie Kerczeńskim w Krymie oraz w Lotaryngii i przyległych obszarach[10], a także w Anglii[11]. Złoża te są ze skałami jury[12]. Do złóż lądowych należą te, które utworzyły się w efekcie wietrzenia odmian skał magmowych bogatszych w żelazo i koncentracji minerałów żelaza w eluwium[10], a także rudy darniowe i pokrewne (rudy bagienne, jeziorne)[13].
- złoża wietrzeniowe – głównym minerałem rudnym jest goethyt, tworzący skupienia limonitu (żelaziak brunatny) lub będący istotnym składnikiem pokryw laterytowych. W warunkach klimatu gorącego i wilgotnego w efekcie wietrzenia skał zawierających żelazo wiele składników rozpuszczalnych jest odprowadzana, a nierozpuszczalne związki utlenionego żelaza pozostają na miejscu, wskutek czego koncentracja żelaza wzrasta w tworzącej się zwietrzelinie, co czasem prowadzi do powstania niskoprocentowej (zwykle do 30%) rudy żelaza. Wietrzeniowe złoża limonitu były przed rewolucją przemysłową dość powszechnie eksploatowane, jednak ze względu na niską zawartość metalu i małą wielkość poszczególnych złóż utraciły większe znaczenie gospodarcze. Z kolei złoża laterytowe zawierają wielkie ilości żelaza i rozpatrywane są jako przyszłościowy surowiec tego pierwiastka[14][15], choć wydobywane były tylko lokalnie, np. na Mindanao i na Kubie[7]. Wietrzenie górnych stref innych rud żelaza, np. wstęgowych, również może prowadzić do powstania wzbogaconych złóż wietrzeniowych, gdzie zawartość żelaza przekracza 55%[14][15].
- złoża magmowe – głównymi minerałami rudnymi są magnetyt i tytanomagnetyt. Są to złoża o bardzo dużej zawartości procentowej żelaza, wynoszącej 55 do 70%. Tego typu złoża są eksploatowane m.in. koło miasta Kiruna (północna Szwecja)[16].
- złoża skarnowe – związane ze skarnami. Głównymi minerałami rudnymi są magnetyt i hematyt, a zawartość żelaza jest dość wysoka (45–60%), choć częste są domieszki siarczków, negatywnie wpływających na jakość rudy. Duże złoża żelaza typu skarnowego występują na Uralu (np. Magnitnaja), w USA (Utah, Iron Springs), na Elbie i w Rumunii (Banatu)[17].
- złoża hydrotermalne – są to zwykle dość niewielkie złoża, w postaci żył, współcześnie o małym znaczeniu gospodarczym, lecz ważne w przeszłości. Minerałami rudnymi są głównie syderyt i hematyt. Duże złoże tego typu, związane z okruszcowaniem syderytowym, istnieje w górze Erzberg (Styria, Austria)[18].
- żelazo pozyskiwano też ze złóż siarczków żelaza: pirytu, markasytu oraz pirotynu w trakcie produkcji z tych minerałów kwasu siarkowego, gdy w procesie wyprażania minerałów tworzą się odpady, tzw. wypałki zawierające ponad 60% Fe. Główne złoża pirytów mają genezę magmowa i hydrotermalną[19]. Żelazo z tych złóż pozyskiwano na szerszą skalę od XIX w. Od drugiej poł. XX w. pozyskanie żelaza z pirytu stopniowo zanikało ze względu zarówno na ochronę środowiska, jak i fakt, iż większość siarki pozyskuje się z oczyszczania gazów przemysłowych itp., a resztę ze złóż siarki rodzimej[20].

## Historia wydobycia
Ustalenie, kiedy ludzie nauczyli się wytapiać żelazo z rudy jest trudne i budzi spory naukowe, gdyż najstarsze wyroby żelazne pochodzące z epoki brązu są bardzo nieliczne i mogły być wykonane z żelaza wytopionego z rud lub z żelaza meteorytowego. Do początków XXI w. sądzono, że genezę żelaza w artefaktach da się określić dzięki pomiarowi zawartości w nim niklu. Bogate w nikiel traktowano jako meteorytowe, a ubogie lub pozbawione tego pierwiastka jako pochodzenia ziemskiego i ustalono, że w epoce brązu wykonywano przedmioty z obu rodzajów żelaza, choć najstarsze były tylko z surowca meteorytowego. Uważano, że wytapiać żelazo z rudy zaczęto około 2 tys. lat p.n.e., przypuszczalnie w Azji Mniejszej. Jednak wyniki badań opublikowane w 2017 r. wykazały, iż zawartość niklu w żelazie nie jest pewnym wskaźnikiem pochodzenia żelaza, a zastosowana nowa metoda określania pochodzenia żelaza w artefaktach epoki brązu doprowadziła do konkluzji, że większość żelaznych artefaktów tych czasów, o ile nie wszystkie,  wykonano z żelaza meteorytowego. Niewątpliwe pozyskiwanie tego metalu z rud zaczęło się około 1300–1200 r. p.n.e., czyli na początku epoki żelaza na Bliskim Wschodzie. Później techniki wytopu żelaza, a więc i wydobycie rud, szybko upowszechniły się w pasie Eurazji od strefy śródziemnomorskiej do Chin. Od tej epoki, aż do początków XXI w., żelazo pozyskiwane z rud stało się podstawowym metalem użytkowanym przez człowieka w Eurazji, a później i na innych kontynentach. W Amerykach żelazo zaczęto stosować i wydobywać dopiero w wyniku pojawienia się tam Europejczyków. Do XVIII w. podstawowymi eksploatowanymi złożami były rudy ze stref wietrzeniowych i złóż osadowych, dla Europy Zachodniej, Środkowej (na północ od Alp i Karpat), centralnej i północnej części Wschodniej i dla Skandynawii ważne były rudy darniowe, eksploatowane od VIII w. p.n.e. do połowy XX w., w których głównym minerałem złożowym był goethyt. Były to rudy ubogie w żelazo, a ich złoża niewielkie. Eksploatowano też już od starożytności syderyty, na mniejszą skalę także inne typy rud.
Zapotrzebowanie na żelazo i stopy żelaza (głównie stal) oraz wynikłe z tego wydobycie rud tego metalu zaczęło znacząco wzrastać w wyniku rewolucji przemysłowej, najpierw w Europie w XVIII w., a w Stanach Zjednoczonych w połowie XIX w. Pojawiło się więc zapotrzebowanie na eksploatację złóż znacznie większych i o większej zawartości żelaza niż dotychczasowo wykorzystywane darniowe lub wietrzeniowe. W Europie wielkie znaczenie zyskało wówczas wydobycie rud powstałych w fanerozoiku w środowisku morskim, w tym oolitowych rud żelaza, zawierających zwykle 28 do 40% żelaza, zawartego w syderycie, goethycie, hematycie i szamozycie. Tego typu rudy zaczęto też wydobywać w Appalachach w USA, zwłaszcza w okolicach miasta Birmingham, jednak w odróżnieniu od Europy złoża tego typu rud były relatywnie niewielkie. Dlatego przełomowym dla hutnictwa żelaza USA stało się odkrycie potężnych magnetytowych złóż żelazistej formacji wstęgowej w skałach prekambru nieopodal południowych wybrzeży Jeziora Górnego, które zaczęto wydobywać od 1848 r., a w latach 1885–1903 uruchomiono wydobycie także na wschód od tego jeziora.
W XX w. wydobycie rud żelaza dalej rosło, przy czym gwałtowny wzrost nastąpił od połowy wieku, co wiązało się, oprócz wzrostu zapotrzebowania, także z wdrożeniem do produkcji technologii wzbogacania niskoprocentowych (20–40% żelaza) wstęgowych rud żelazistych, co umożliwiło ekonomicznie eksploatację tego typu złóż, ocenianych jako największe na świecie, w dodatku występujących też w wielu rejonach świata, gdzie koszt ich wydobycia jest niższy niż w USA i Europie Zachodniej. Jednocześnie udział rud żelaza jako surowca w produkcji żelaza i stali zaczął się istotnie zmniejszać na rzecz złomu wyrobów żelaznych i stalowych. Udział surowców żelaznych pozyskanych z recyklingu wynosił na przełomie XX/XXI w. 57% całej produkcji żelaza i stali.

## Zasoby rud żelaza i ich wydobywanie

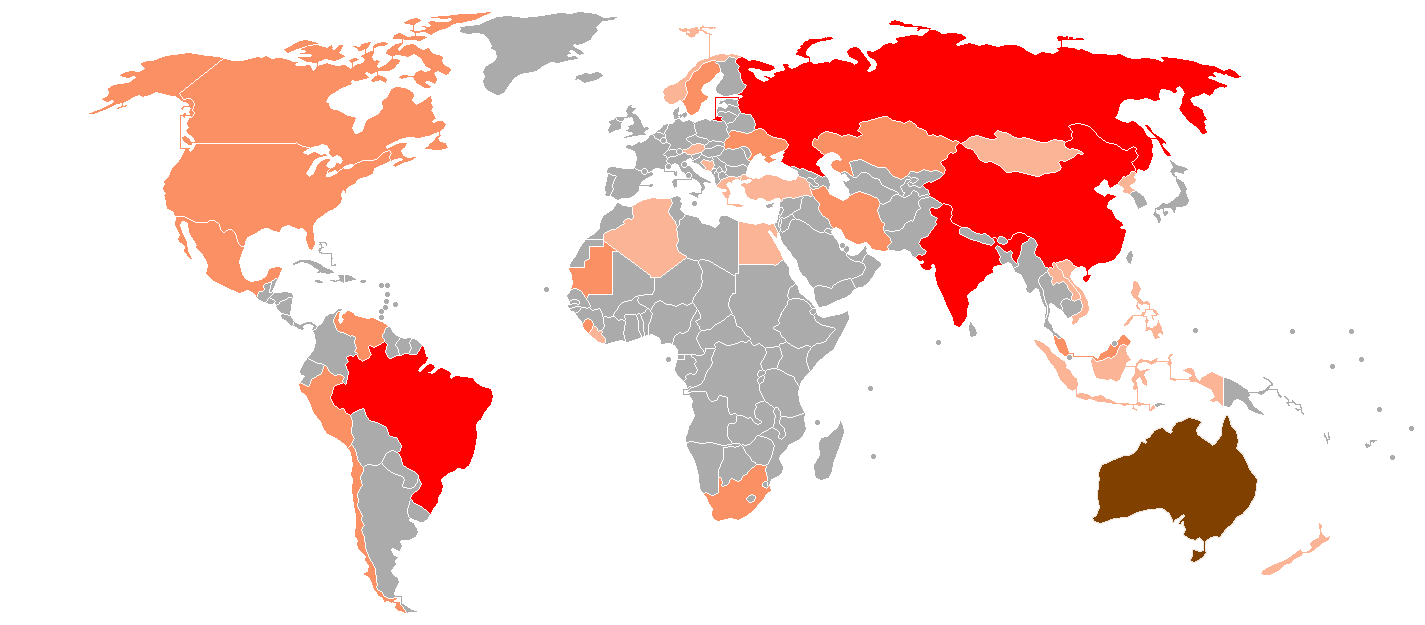
Roczne wydobycie rud żelaza na świecie w latach 2013–2015.
Brązowy: >500 mln ton
Czerwony: 100–500 mln ton
Cielisty: 10–100 mln ton
Łososiowy: 1–10 mln ton
Szary: <1 mln ton

Rudy żelaza, w zależności m.in. od głębokości zalegania i formy złoża, wydobywa się odkrywkowo lub metodami podziemnymi, przy czym o ile w połowie XX w. stosunkowo liczne były kopalnie podziemne, to już pod koniec XX w. dominowała eksploatacja w kopalniach odkrywkowych, ze względu na wielkopowierzchniowy charakter złóż rud wstęgowych, ich dość płytkie zaleganie i niższy koszt takiej eksploatacji.
Światowe zasoby rud żelaza szacowano zarówno w 1910 r., jak i w 1937 r. na ok. 146 mln ton, prawie wyłącznie z Europy i obu Ameryk.
W 1931 r. wydobywano rocznie ok. 119 mln ton rudy, największymi dostawcami rudy były w kolejności: Francja, USA i ZSRR.
W 1941 wydobywano rocznie ok. 218 mln ton rudy, największymi dostawcami rudy były: USA, ZSRR, Wielka Brytania.
Na przełomie lat 50/60 XX w. wydobywano rocznie ok. 400 mln ton, największymi dostawcami rudy były: USA, ZSRR i Francja.
W roku 1990 zasoby przemysłowe rud żelaza wynosiły prawie 150 mld ton. Wydobycie rud na świecie w tym roku wyniosło ponad 990 mln ton, a największymi producentami były: Chiny (ponad 200 mln ton), Brazylia (190 mln ton) i Australia (150 mln ton). Żaden z pozostałych krajów nie osiągał 80 mln ton rocznego wydobycia.
W 2018 r. wydobycie rud żelaza wyniosło 2,5 mld ton, a największymi producentami były: Australia (900 mln ton), Brazylia (490 mln ton), Chiny (340 mln ton) i Indie (200 mln ton). Światowe zasoby rud szacowano na ponad 800 mld ton.
Opłacalność wydobycia rud ze złóż zależy od zawartości żelaza w rudzie, geologicznych warunków złoża, zwłaszcza głębokości jego zalegania oraz wielkości, uwarunkowań logistycznych dostępu do rejonu, w którym złoże się znajduje, a także od obecności w rudzie kopalin towarzyszących i domieszek korzystnych (np. manganu) lub szkodliwych domieszek. Do tych ostatnich zalicza się fosfor i arsen, a także siarkę, kobalt, miedź. Szkodliwe domieszki nie dyskwalifikują rudy, czasem wystarczy mieszać rudę z takimi domieszkami z rudą bez nich celem obniżenia zawartości danego pierwiastka we wsadzie hutniczym, zwykle jednak sprawiają, że konieczne jest poniesienie kosztów na ich redukcję albo neutralizację lub ograniczają zakres stosowalności uzyskanego z rudy żelaza. Skutkuje to niższą ceną rudy z takimi domieszkami.

## Zastosowanie rud żelaza

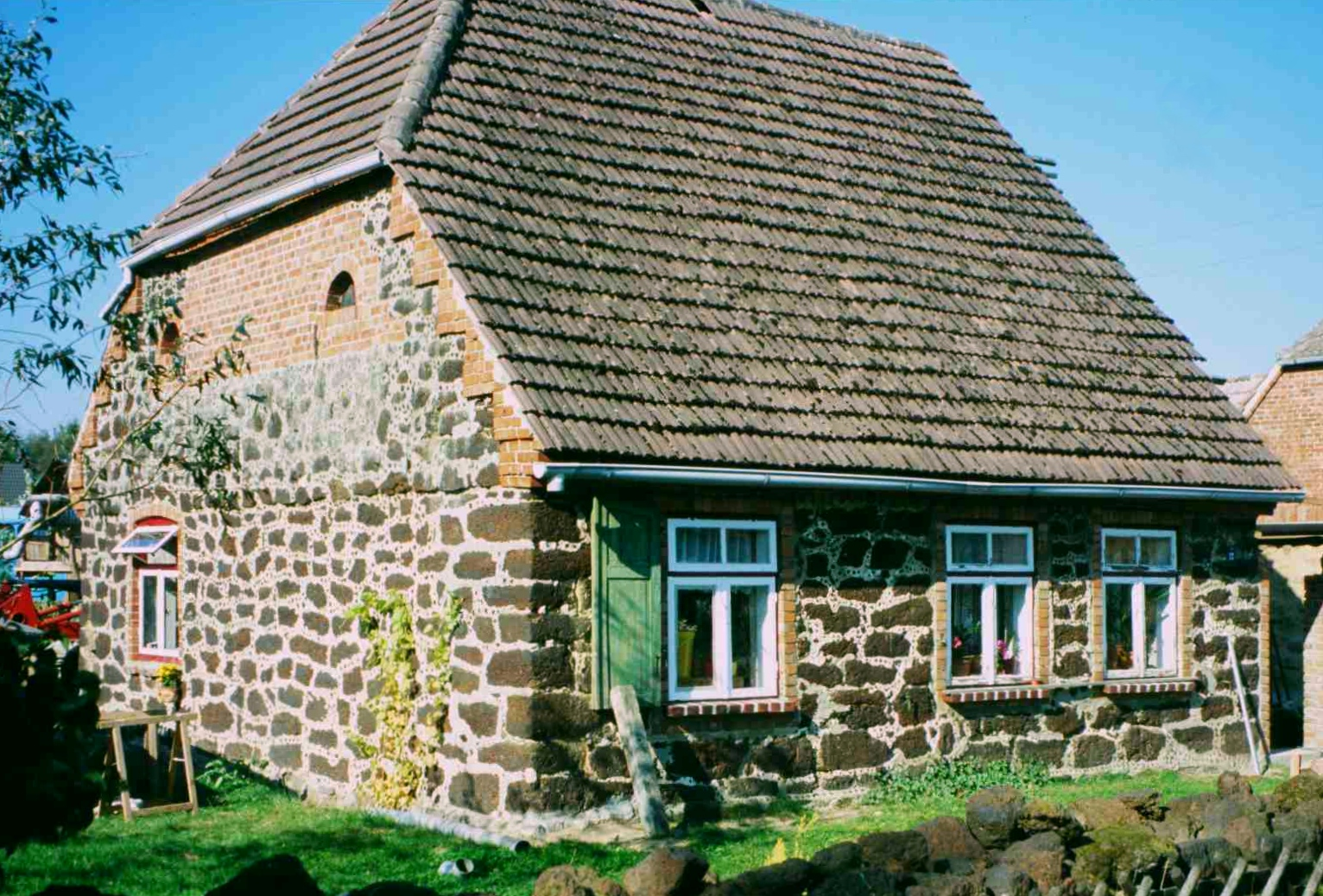
Dom z rudy darniowej w Bresegard bei Eldena (Meklemburgia, Niemcy)

Rudy żelaza wydobywa się prawie wyłącznie w celu pozyskania z nich żelaza i ewentualnie pierwiastków towarzyszących (np. wanad, tytan). Rudy darniowe wykorzystywane też były jako materiał budowlany, ochrę, czyli zwietrzałe rudy bogate w limonit i hematyt stosowano do wyrobu barwników, odpowiednio żółtych i czerwonych, a rudy bogate w goethyt w produkcji filtrów oczyszczających gazy. Jaspility (wstęgowe rudy żelaziste) wykorzystuje się jako kamień ozdobny i szlifierski, hematyt używany jest do produkcji środków polerujących oraz jako kamień ozdobny, a magnetyty jako materiał ścierny, ponadto w przeszłości robiono z nich igły kompasów.